# Бовизио-Машаго
Бовизио-Машаго (итал. Bovisio-Masciago) — коммуна в Италии, в провинции Монца-э-Брианца области Ломбардия.
Население составляет 16 445 человек (2008 г.), плотность населения составляет 4081 чел./км². Занимает площадь 4 км². Почтовый индекс — 20813. Телефонный код — 0362.
Покровителем коммуны почитается святой мученик Панкратий Римский, празднование 12 мая, и святитель Мартин Турский, празднование 11 сентября.

## Демография
Динамика населения:

## Администрация коммуны
- Официальный сайт: http://www.comune.bovisiomasciago.mi.it/ Архивная копия от 27 марта 2010 на Wayback Machine